# Stazione di Kashiwazaki
La stazione di Kashiwazaki (柏崎駅?, Kashiwazaki-eki) è una stazione ferroviaria della città di Kashiwazaki, nella prefettura di Niigata della regione del Tōhoku, in Giappone. Presso questa stazione passa la linea Echigo (di cui è capolinea) e la linea principale Shin'etsu della JR East. Fra questa stazione e quella di Nagaoka le due linee viaggiano affiancate.

## Linee e servizi
East Japan Railway Company
■ Linea principale Shin'etsu

■ Linea Echigo

## Struttura
La stazione è dotata di due marciapiedi a isola con quattro binari totali. È presente una biglietteria presenziata, aperta dalle 5:20 alle 21:30, servizi igienici e altri servizi.
| 0     | ■ Linea Echigo               | per Izumozaki, Yoshida e Niigata       |
| 1-2-3 | ■ Linea principale Shin'etsu | binario di servizio                    |
| 1-2-3 | ■ Linea principale Shin'etsu | per Nagaoka, Niitsu e Niigata          |
| 1-2-3 | ■ Linea principale Shin'etsu | per Naoetsu, Toyama, Kanazawa e Nagano |

## Stazioni adiacenti
| «                          | Servizio                                         | »                          |
| Linea principale Shin'etsu | Linea principale Shin'etsu                       | Linea principale Shin'etsu |
| -------------------------- | ------------------------------------------------ | -------------------------- |
| Kujiranami                 | Locale                                           | Ibarame                    |
| Kakizaki                   | Rapido Rakuraku Train Shin'etsu/Ohayou Shin'etsu | Raikōji                    |
| Kakizaki                   | Rapido Kubikino                                  | Miyauchi                   |
| Linea Echigo               |                                                  |                            |
| Capolinea                  | -                                                | Higashi-Kashiwazaki        |